# Benjamin Scharweit
Benjamin Scharweit (* 24. September 1984) ist ein ehemaliger deutscher Footballspieler.

## Laufbahn
2004 wurde der 1,82 Meter messende Kicker mit den Berlin Adlern deutscher Meister, im Endspiel gegen die Braunschweig Lions führte Scharweit kurz vor Schluss mit einem Field Goal den Sieg herbei. Im Jahr 2009 gelang ihm mit der Berliner Mannschaft abermals der Gewinn der deutschen Meisterschaft, im Endspiel wurden die Kiel Baltic Hurricanes bezwungen.
2009 wurde er in die deutsche Nationalmannschaft berufen und in Valence in einem Freundschaftsspiel gegen Frankreich eingesetzt. 2010 folgte für ein Freundschaftsspiel gegen Japan in Düsseldorf eine weitere Berufung in die Auswahl.
2010 errang er mit den Berlinern den Sieg im Eurobowl, er sorgte in der Begegnung mit den Vienna Vikings drei Sekunden vor dem Spielende mit einem Field Goal aus 52 Yards Entfernung für die Entscheidung. Scharweit erhielt die Auszeichnung als bester Spieler des Eurobowls. Im Endspiel um die deutsche Meisterschaft im Oktober 2010 stand Scharweit mit den Adlern wie im Vorjahr der Kieler Mannschaft gegenüber, diesmal verlor man mit 10:17.
In der Saison 2011 zog er mit seiner Mannschaft wieder in den Eurobowl ein, dort musste sich Scharweit mit seinen Berlinern den Swarco Raiders aus Österreich geschlagen geben.
Beruflich wurde der studierte Volkswirt im Bereich Unternehmensberatung tätig, 2015 trat er am Institut für Management und Organisation der Leuphana Universität Lüneburg eine Stelle als wissenschaftlicher Mitarbeiter an.